# Crucheray
Crucheray település Franciaországban, Loir-et-Cher megyében. Lakosainak száma 422 fő (2022. január 1.). Crucheray Coulommiers-la-Tour, Lancé, Nourray, Périgny, Pray, Sainte-Anne, Vendôme, Villerable és Villeromain községekkel határos.

## Népesség
A település népességének változása:
| Lakosok száma | 431  | 377  | 366  | 377  | 400  | 384  | 381  | 398  | 407  | 422  |
|               | 1968 | 1982 | 1990 | 2006 | 2013 | 2015 | 2017 | 2019 | 2020 | 2022 |